# Heinrich Kiefer (Maler)
Heinrich Kiefer (* 3. Mai 1911 in Breslau; † 19. Juli 1980 in Greifswald) war ein deutscher Maler und Grafiker.

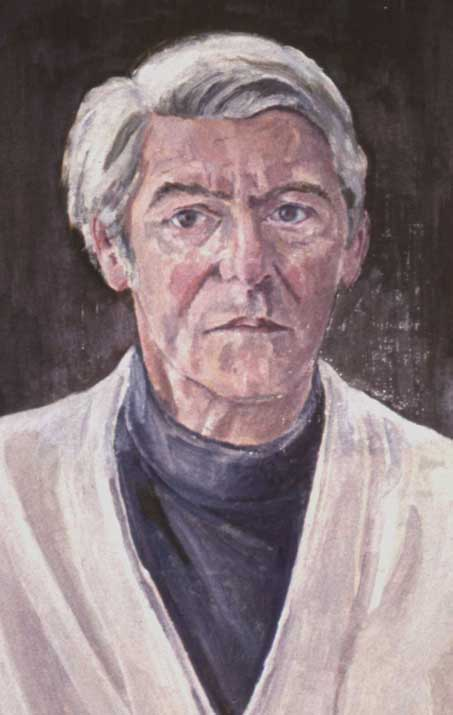
Selbstbildnis 1976, Wachsfarben

Kiefer absolvierte eine Tischlerlehre und studierte u. a. bei Hans Zimbal und Ludwig Peter Kowalski an der Handwerker- und Kunstgewerbeschule Breslau. Nach einer Erkrankung an einem Hirntumor litt er an einer Schüttellähmung der linken Extremitäten.
In der Zeit des Nationalsozialismus war Kiefer Mitglied des Kunstvereins Niederschlesien und der Reichskammer der bildenden Künste, offenbar ohne sich politisch zu betätigen.

Nach der Flucht mit der Familie aus Breslau infolge des Zweiten Weltkrieges mit Stationen in Mylau, Goldisthal, Eisenhammer (bei Neustadt/Orla) baute er sich in Neustadt an der Orla eine neue Existenz als freischaffender Künstler auf. Dort gehörte er mit den beiden Bauhaus-Schülern Dorothea (Doris) Herrmann und Karl Herrmann (1893–1962) und Gertrud Parusel (* 1903) und Heinrich-Rudolf Ulbricht bis Ende der 1950er Jahre zu einer Gruppe regional wirkender Künstler, die den Namen Die Arnshaugker trugen. Kiefer war Mitglied im Verband Bildender Künstler der DDR. 1963 war er beteiligt an der Gründung des Neustädter Malzirkels, den er bis 1979 leitete. Seinen Arbeitsurlaub verbrachte er abwechselnd fast jedes Jahr in Ahrenshoop (Ostsee), Vitte (Hiddensee) oder Greifswald und unternahm auch Studienreisen nach Harrachov, Riga, Tallinn und Leningrad.

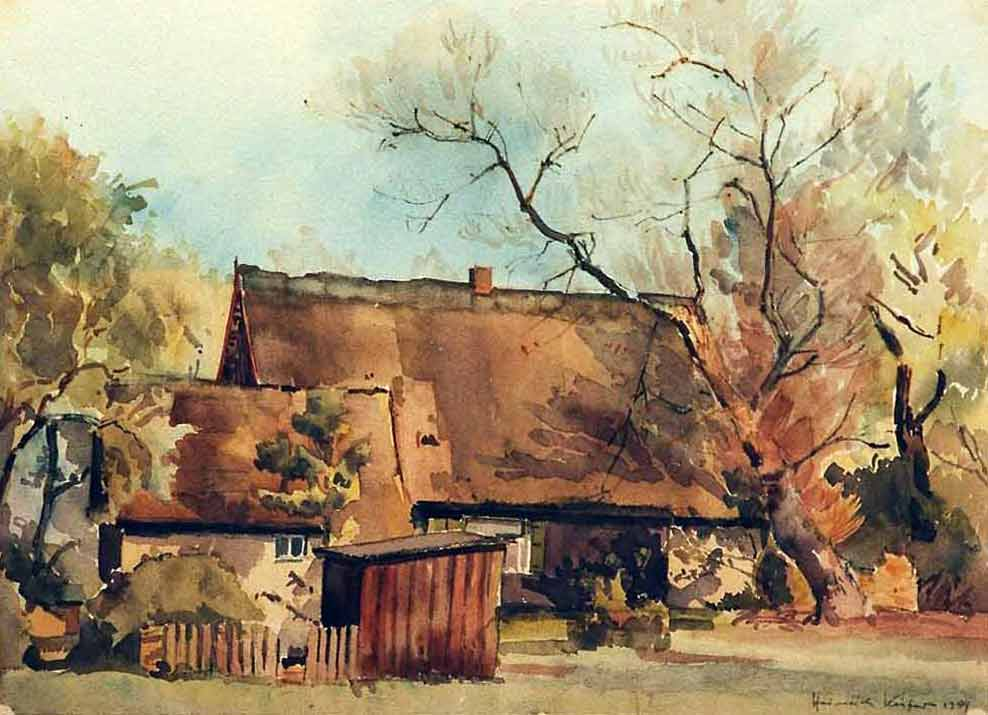
Schule in Ahrenshoop, Aquarell ca. 1959

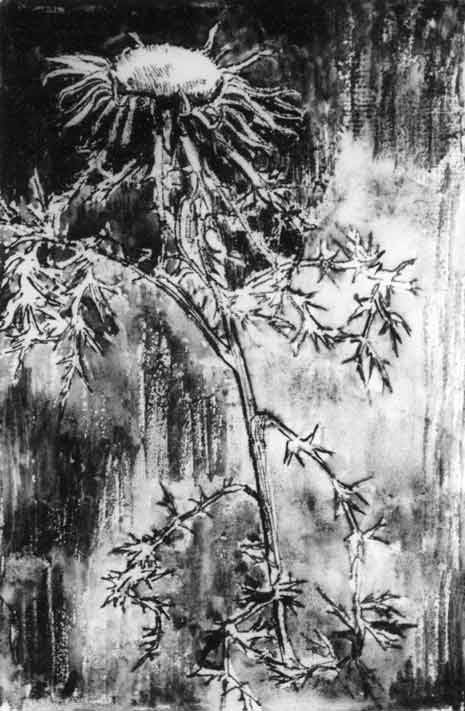
Silberdisteln, Lithografie

Kiefers hauptsächliche Themen waren Landschaft, Blumen, Porträts und Stillleben, die er bevorzugt in Aquarell, Öl- und Wachsfarben, Linolschnitt, Pastell, Kohle- und Kreidezeichnung fertigte.
Ausstellungen gab es in Breslau, Berlin, Hamburg, Nürnberg, München und Wien.

## Weitere Werke (Auswahl)
- Roggenpuppen (Öl; 1948 ausgestellt auf der Ausstellung „Die Ernte“ in Gera)[2]
- Waldweg (1952, Öl)[3]
- Letzter Schnee (1952, Öl)[4]
- Dem Frühling entgegen (1952, Öl)[5]

## Ausstellungen (unvollständig)

### Dauerausstellungen
- Museum Burg Ranis
- Stadtmuseum Neustadt an der Orla[6]

### Teilnahme an Ausstellungen
- 1942: Berlin, Schloss Schönhausen („Niederschlesische Kunst“)
- 1942 und 1943: Breslau, Museum der bildenden Künste (9.[7] und 10.[8] Niederschlesische Kunstausstellung)

- 1948: Gera, Stadthalle, „Die Ernte. Ausstellung Geraer Künstler“[9]
- 1969, 1974 und 1979: Gera, Bezirkskunstausstellungen